# Hardwax
Hardwax est un label techno fondé en 1991 par Robert Hood à Détroit. 

## Discographie partielle
- HW 001 - Missing Channel - Onslaught (12")
- HW 002 - H-Bomb - Radar (12")